# Sindbis-Virus
Das Sindbis-Virus (SINV) ist eine Virusspezies aus der Gattung Alphavirus. Es ist der Erreger einer meist harmlosen fiebrigen Erkrankung mit Entzündungen der Gelenke, die zum Teil mit Hautausschlägen und selten mit einer Enzephalitis einhergeht. Das Virus wird durch Stechmücken übertragen und gilt in Mitteleuropa als importierte Reiseinfektion. Aufgrund seines Übertragungsweges wird es der epidemiologischen Gruppe der Arboviren zugerechnet. Einige Subtypen des Sindbis-Virus wurden als Erreger des Karelischen Fiebers und des Ockelbo-Fiebers identifiziert.

## Entdeckung
Das Sindbis-Virus wurde 1952 entdeckt, nachdem man mehrere Stechmückenarten (Culex pipiens und C. univittatus) aus einem Teich in der Nähe des Dorfes Sindbis (bzw. Sindibis, arabisch سندبيس) etwa 30 km nördlich von Kairo (Ägypten) auf mögliche Erreger einer ausgebrochenen fiebrigen Erkrankung untersuchte.

## Systematik
Das Sindbis-Virus bildet innerhalb der Gattung Alphavirus eine besondere Gruppe von Viren (WEEV-Gruppe, englisch Western equine encephalitis virus complex) zu der auch das 
- Fort-Morgan-Virus (Buggy-Creek-Virus, Spezies Alphavirus fortmorgan),
- Highlands-J-Virus (Spezies Alphavirus highlandsj),
- Westliche Equine Encephalomyelitis-Virus (WEEV, Spezies Alphavirus western) und das
- Whataroa-Virus (Spezies Alphavirus whataroa)

gehören. Das Sindbis-Virus wird in sechs Subtypen mit (historisch bedingten) eigenen Namen unterteilt:
Spezies: Alphavirus sindbis
- Sindbis-Virus
  - Subtyp: Babanki-Virus (englisch Babanki virus; die Abkürzung BABV steht auch für Babahoya-Virus, Subtyp der Spezies Patois orthobunyavirus, Gattung Orthobunyavirus)[3]
  - Subtyp: Kyzylagach-Virus (englisch Kyzylagach virus, KYZV, Aserbaidschan)
  - Subtyp: Sindbis-like Virus
  - Subtyp: Sindbis-like Virus YN87448
  - Subtyp: Karelisches-Fieber-Virus (Karelien)
  - Subtyp: Ockelbo-Virus (englisch Ockelbo virus, OCKV, Schweden)

## Epidemiologie

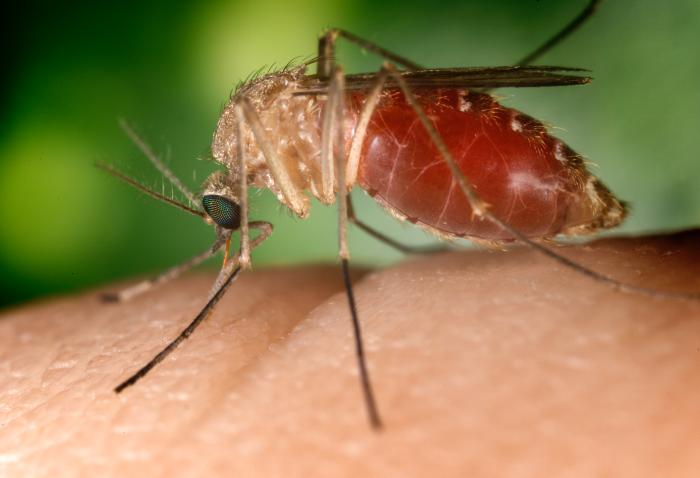
Stechmücke der Gattung Culex bei der Blutmahlzeit

Alle Alphaviren werden durch blutsaugende Vektoren übertragen. Im Falle des Sindbis-Virus erfolgt die Verbreitung durch Stechmücken der Gattung Culex. Vögel sind das natürliche Reservoir für das Virus. Aufgrund des Vektors ist die Verbreitung des Sindbis-Virus auf Afrika, den östlichen Mittelmeerraum, Sizilien, Süd- und Südostasien, Südamerika sowie Australien beschränkt. In Mitteleuropa vorkommende Infektionen mit dem Sindbis- und den Sindbis-like-Viren sind bislang importierte Infektion nach einem Aufenthalt in gefährdeten Regionen.
In Schweden wurde das Ockelbo-Virus und in Tschechien sowie Karelien das Virus des Karelischen Fiebers gefunden. Insgesamt sind diese Virus-Subtypen weniger pathogen. Aufgrund des Vogelzuges wurde eine Anwesenheit des Virus in Mitteleuropa lange angenommen, jedoch konnte virale RNA eines Subtyps des Sindbis-Virus erst 2010 in Süddeutschland in den Mückenarten Anopheles maculipennis, Culex torrentium und Culex pipiens nachgewiesen werden. Der nachgewiesene Subtyp ist dem schwedischen Subtyp (Ockelbo-Virus) verwandt. Die häufigste einheimische Stechmückenart Aedes vexans ist jedoch nicht in der Lage, das Virus zu vermehren und zerstört aufgenommene Virusteilchen des Sindbis-Virus durch Verdauung (proteolytische Spaltung) der Virushülle.

## Erkrankung
Eine Infektion mit dem Sindbis-Virus verursacht nach einer Inkubationszeit von 3–4 Tagen nur in seltenen Fällen eine fieberhafte Erkrankung (Sindbis-Fieber), zum Teil mit Hautausschlägen (Exanthemen) und Gelenkbeschwerden. Das klinische Bild ähnelt sehr einer Dengue-Infektion, weshalb man beim Sindbis-Virus auch von einem sogenannten Dengue-ähnlichen Syndrom spricht. Das besonders auffällige Symptom der Gelenkentzündung verdankt die Sindbis-Virus-Infektion auch die Bezeichnung „Epidemische Polyarthritis“. In wenigen Einzelfällen wurden Sindbis-Viren mit neurotroper Eigenschaft und einer damit einhergehenden Enzephalitis beschrieben.
Die Infektion heilt auch ohne spezifische Therapie überwiegend ohne Folgen aus. Eine Impfung steht derzeit nicht zur Verfügung.

## Molekularbiologische Verwendung
Gentechnologisch veränderte, nicht infektiöse Sindbis-Viren werden in einigen sogenannten Positivkontrollen verwendet, so zum Beispiel in Tests auf SARS-2-Coronaviren. Diese Positivkontrollen zeigen an, ob das Testverfahren korrekt funktioniert und korrekt durchgeführt wird.